# La nascita dell'amore
La nascita dell'amore (La naissance de l'amour) è un film del 1993 diretto da Philippe Garrel.